# Муссо
Муссо (італ. Musso) — муніципалітет в Італії, у регіоні Ломбардія, провінція Комо.
Муссо розташоване на відстані близько 540 км на північний захід від Рима, 75 км на північ від Мілана, 37 км на північний схід від Комо.
Населення — 983 особи (2014).
Щорічний фестиваль відбувається 3 лютого. Покровитель — святий Власій.

## Демографія
Населення за роками:

Станом на 1 січня 2023 року в муніципалітеті офіційно проживало 38 іноземців з 13 країн, серед них 11 громадян країн Євросоюзу.

## Сусідні муніципалітети
- Коліко
- Донго
- П'янелло-дель-Ларіо